# Эдмунд I
Эдму́нд I (др.-англ. Ēadmund I; также известен под именем Эдму́нд Великоле́пный (англ. Edmund the Magnificent); 921 — 26 мая 946) — король Англии в 939—946 годах из Уэссекской династии.

## Биография

### Правление
В 937 году шестнадцатилетний Эдмунд, старший сын короля Эдуарда Старшего и его третьей жены Эдгивы Кентской, вместе со своим единокровным братом Этельстаном сражался с норвежцами в битве при Брунанбурге. После смерти Этельстана 27 октября 939 году, не оставившего детей, он унаследовал трон.
Вскоре после коронации Эдмунд столкнулся с военной угрозой со стороны Олава III, сына Гутфрида, правившего в Дублине. Олав вторгся в Нортумбрию и, при поддержке епископа Йоркского Вульфстана, оккупировал территорию пяти городов — Дерби, Линкольна, Ноттингема, Стамфорда и Лестера, некогда составлявшую важную часть Данелага. Эдмунду удалось вернуть эти земли только спустя три года. В 943 году Эдмунд стал крёстным отцом Олава Кварана, сына Ситрика, короля Йорка. Олав Кваран позже стал королём Дублина и сохранил верность крёстному отцу.
В 945 году Эдмунд подчинил себе Камберленд и уступил его королю Шотландии Малкольму I в обмен на дружественное соглашение о военной взаимопомощи на воде и суше.
На протяжении всего периода царствования на Эдмунда оказывал сильное влияние аббат Дунстан, которого король сделал аббатом Гластонбери, обладавший при дворе почти неограниченной властью и во многом определявший политику короля. При Дунстане была произведена реформа монастырей Англии — аббат ввел в обиход строгий бенедиктинский устав и настаивал на целибате священнослужителей.
В начале 946 года Эдмунд отправил послов в Западно-Франкское королевство с целью договориться об оказании помощи смещенному королю Людовику Заморскому, воспитаннику Этельстана. Но завершить начатое король не успел.
26 мая 946 года Эдмунд был убит во время пиршества по случаю дня Святого Августина. Увидев в толпе собравшихся некоего Леофу, ранее изгнанного за воровство, король приказал ему убраться, но получил в ответ смертельный удар мечом. Леофу, поднявшего руку на короля, растерзали на месте. После того, как Эдмунд был погребен в аббатстве в Гластонбери, трон унаследовал его младший брат Эдред.

### Семья
- Эльфгифу Шафтсберийская (? — 944/946[3]) стала женой Эдмунда в 940 году. Погребена в аббатстве в Шафтсбери.
  - Эдвиг, король Англии в 955—959 годах.
  - Эдгар, король Англии в 959—975 годах.
- Этельфледа Дамергемская (? — 975/991), дочь Эльфгара из Уилтшира. Стала женой Эдмунда в 946 г. Умерла монахиней в аббатстве в Шафтсбери.